# Metro w Changsha
Metro w Changsha – system metra w Changsha, otwarty w 2014 roku. Na koniec 2023 roku 7 linie metra miały łączną długość około 208 km, dziennie zaś korzystało z nich średnio 1,6 mln pasażerów.

## Historia

### Początki
Budowę metra w Changsha rozpoczęto we wrześniu 2009 roku. Uroczyste otwarcie pierwszej linii metra o numerze 2 odbyło się 29 kwietnia 2014 roku. Jej trasa prowadzi tunelem pod rzeką Xiang Jiang i posiada stację na wyspie Orange (Júzi Zhōu) długiej na 5 km, jednej z atrakcji miasta. Na linii nr 2 znajduje się ponadto dworzec Changsha Południe, obsługujący koleje dużych prędkości oraz kolej magnetyczną Changsha Maglev Express, prowadzącą do portu lotniczego Changsha Huanghua. Pod koniec czerwca 2016 roku otwarto linię nr 1. 

### Dalszy rozwój
26 maja 2019 roku oddano do użytku linię nr 4, która połączyła dworzec Changsha Południe z miasteczkiem uniwersyteckim. W 2020 roku według planu mają być oddane linie nr 3 i 5, ponadto w trakcie budowy jest linia nr 6, mające łącznie długość ponad 100 km.

## Linie
W lutym 2023 roku metro w Changsha liczyło 7 linie.

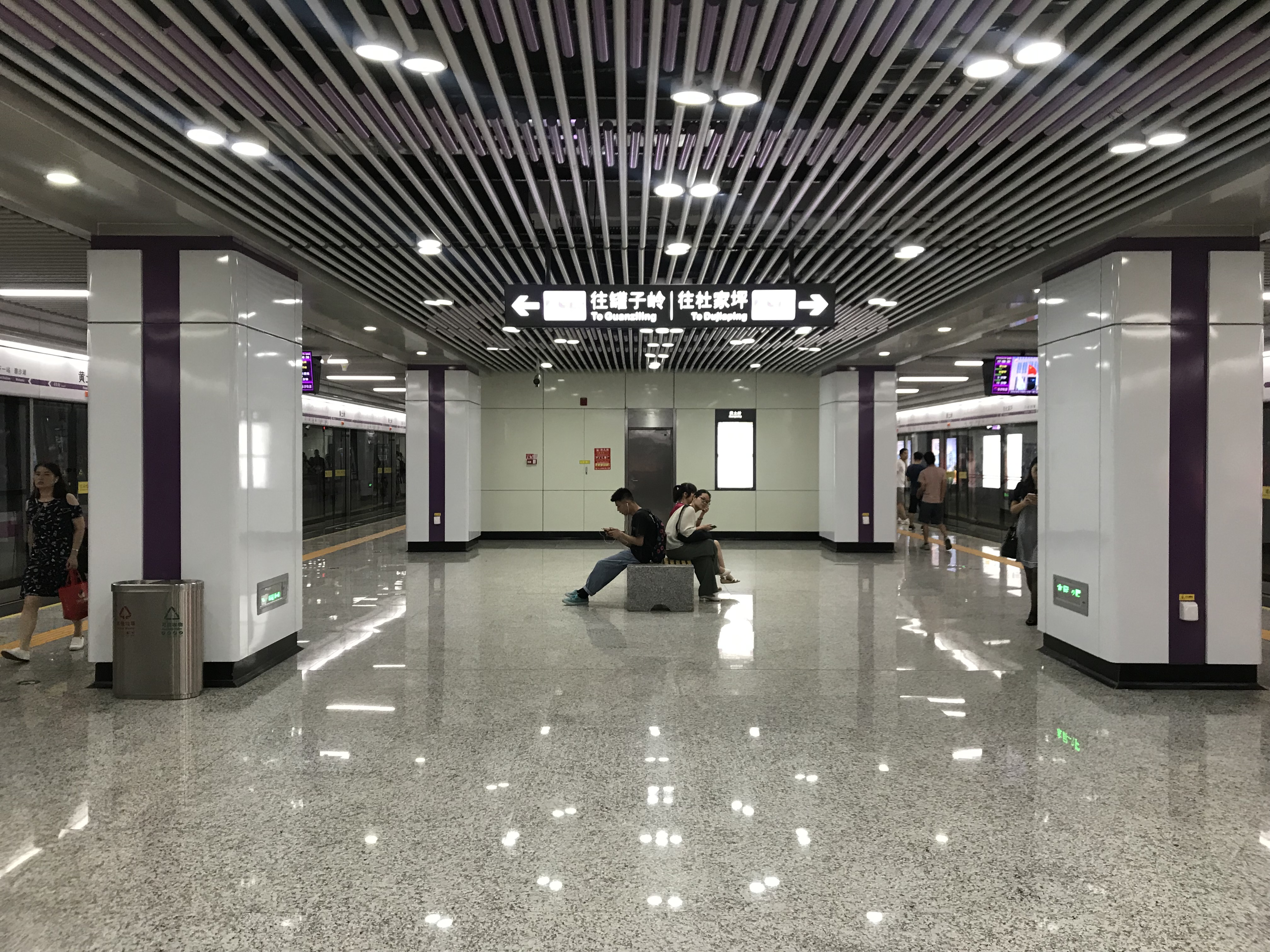
Stacja Huangtuling

| Linia | Stacje końcowe (dzielnice) | Stacje końcowe (dzielnice) | Data otwarcia | Ostatnia rozbudowa | Długość km | Stacje | Możliwości przesiadki |
| ----- | -------------------------- | -------------------------- | ------------- | ------------------ | ---------- | ------ | --------------------- |
| 1     | Kaifu District Government  | Shangshuangtang            | 2016          | -                  | 24         | 20     | 2 4                   |
| 2     | West Meixi Lake            | Guangda                    | 2014          | 2015               | 27         | 23     | 1 4                   |
| 4     | Guanziling                 | Dujiaping                  | 2019          | –                  | 33         | 25     | 1 2                   |
| Razem | Razem                      | Razem                      | Razem         | Razem              | 84         | 68     |                       |